# Auf der Heide
Auf der Heide ist eine großteils bewaldete Erhebung im Thüringer Schiefergebirge nordwestlich von Meura im Landkreis Saalfeld-Rudolstadt. Diese wird auch als „Meuraer Heide“ angesprochen, wohl ein Hinweis, dass der Berg infolge einer Übernutzung durch Köhler und Aschenbrenner zeitweise waldfrei gewesen war. Meura war im 18. Jahrhundert als ein bedeutender Ort des Olitätenhandels bekannt geworden. Hierzu wurden in großen Mengen geeignete Heilkräuter und Pflanzenteile von den umliegenden Bergwiesen herbeigeschafft.
Der Berg ist 668 m ü. NHN hoch und erhebt sich damit zugleich etwa 330 Meter über den Talgrund der Lichte, die den Berg an seiner Westflanke tangiert. In unmittelbarer Nähe befindet sich die Trinkwassertalsperre Leibis-Lichte.
Der Bielstein ist ein vollkommen bewaldeter, nordwestlicher Ausläufer dieses Berges.
Nicht weit entfernt befindet sich der Quittelsberg (708,8 m), den man über das „Heidehäuschen“ erreichen kann.